# Grapsantjärnen
Grapsantjärnen är en sjö i Vilhelmina kommun i Lappland och ingår i Ångermanälvens huvudavrinningsområde. Sjön har en area på 0,0466 kvadratkilometer och ligger 882,1 meter över havet. Grapsantjärnen ligger i Södra Gardfjället Natura 2000-område.

## Delavrinningsområde
Grapsantjärnen ingår i det delavrinningsområde (725023-149842) som SMHI kallar för Ovan Kvarnbäcken. Medelhöjden är 732 meter över havet och ytan är 37,01 kvadratkilometer. Räknas de 7 avrinningsområdena uppströms in blir den ackumulerade arean 76,86 kvadratkilometer. Dalsån som avvattnar avrinningsområdet har biflödesordning 3, vilket innebär att vattnet flödar genom totalt 3 vattendrag innan det når havet efter 409 kilometer. Avrinningsområdet består mestadels av skog (48 procent) och kalfjäll (41 procent). Avrinningsområdet har 0,05 kvadratkilometer vattenytor vilket ger det en sjöprocent på 0,1 procent.